# Fjallvegur

Die Kjölur (F37), 1985 noch mit Furten

Fjallvegur, Hálendisvegur oder auf Deutsch Hochlandstraßen sind Straßen in Island im Landesinneren und anderen kaum bewohnten Gebieten. Sie werden auch F-Straßen genannt, weil ihre Straßennummer meist mit einem F beginnt. Von der isländischen Straßenverwaltung werden diese Straßen als Landsvegur bezeichnet.
Die bekanntesten sind Kaldidalur , Kjölur  und Sprengisandur . Neben diesen drei Fjallvegir  wird noch der Fjallabaksleið nyrðri  von der Straßenverwaltung als Hauptstraße im Hochland eingestuft. Hochlandstraßen sind seltenst asphaltiert und eigentlich nur im Sommer passierbar. Auf ihnen kann es noch Wasserläufe geben, die gefurtet werden müssen. Befahrbar sind sie nur mit ausreichend geländegängigen Fahrzeugen. Für Reisende: Der Vermieter legt fest, ob man sie mit Leihfahrzeugen befahren darf.
Gegen Ende des Sommers wird für diese Straßen der Zustand wetterbedingt unbefahrbar (Ófært) angezeigt und sie sind dann nur noch unter schwersten Bedingungen zu befahren. Es ist dann zwar nicht explizit verboten, aber eine Rettung durch die Björgunarsveitir kann sehr teuer werden. Im Frühjahr, wenn das Tauwetter einsetzt, werden von der Straßenverwaltung Landkarten veröffentlicht, auf denen Gebiete gekennzeichnet werden, für die ein Fahrverbot gilt. Durch die Schneeschmelze weichen die Pisten auf und würden durch Fahrzeuge geschädigt werden. Die Karten erscheinen nach Bedarf, immer wenn sich am Zustand der Hochlandstraßen etwas geändert hat. Als Beispiel gab es für das Jahr 2014 24 Ausgaben dieser Karten zwischen dem 21. Mai und dem 8. August. (Ab dem 27. August gab es weitere Karten mit den Sperrungen wegen des Bárðarbunga-Ausbruchs.) Die Öffnungszeiten der verschiedenen Straßen liegen zwischen dem 24. April und dem 24. Juli.